# Алатау (станция метро)
«Алата́у» (каз. Алатау / Alatau) — станция 1-й линии Алматинского метрополитена. Расположена между станциями «Театр имени Мухтара Ауэзова» и «Сайран».
Станция расположена южнее проспекта Абая между проспектом Гагарина и улицей Жарокова.

## История
Открытие станции произошло 1 декабря 2011 года в составе первого пускового участка Алматинского метрополитена «Райымбек батыра» — «Алатау».

## Вестибюли и пересадки
Входы-выходы расположены вдоль проспекта Абая, Гагарина и улицы Жарокова. К вестибюлю № 1 подходит пешеходный переход, расположенный поперёк проспекта Абая. Подземные вестибюли расположены по обе стороны платформенного участка в Алмалинском и Бостандыкском районах города.

## Техническая характеристика
Односводчатая станция мелкого заложения с двумя боковыми платформами шириной 5,4 м, длиной 104 м, между которыми проходят пути. Ширина всего платформенного участка — 17,7 м, глубина заложения от уровня платформы — 11,6 м.

## Архитектура и оформление
За основу идеи проекта интерьера взято название станции — «Алатау», а также древнейшая символика народов, живших на территории Казахстана. Стены отделаны белым и зелёным мрамором. Полы из серого гранита с простым графическим рисунком из светло-коричневого гранита. Над спусками со стороны вестибюлей в торцах платформенного участка расположены художественные тематические панно, выполненные из римской мозаики, бронзы и рельефа с изображением горного хребта Заилийского Алатау, который величаво поднимается над Алма-Атой.

## Путевое развитие
При открытии станции за ней (при движении в сторону «Сайрана») был сооружён оборотный перекрёстный съезд. После открытия участка Алатау — Москва судьба съезда неизвестна.

## Ближайшие объекты
- МФЦ «Globus»
- Парк им. М. Ганди
- Колледж «Адилет»
- Центрально-Азиатский университет

## Строительство станции
Ниже представлены наиболее значимые события:
- 1990 год — начало проходки левого перегонного тоннеля до станции «Театр им. Ауэзова».
- 1991 год — начало проходки правого перегонного тоннеля до станции «Театр им. Ауэзова».
- Ноябрь 2001 года — сбойка левого перегонного тоннеля до станции «Театр им. Ауэзова».
- Декабрь 2004 года — сбойка правого перегонного тоннеля до станции «Театр им. Ауэзова».
- Начало 2008 года — периметр станции готов, заливают стены служебных помещений.
- Апрель 2008 года — начали демонтировать ТПК КТ-5,6 Б21.
- Май 2008 года — начато строительство венткиосков.
- Апрель 2010 года — ведутся работы по сооружению основных конструкций входов № 1 и № 2. Завершены архитектурные работы по платформенной части. На стадии завершения архитектурные работы по вестибюлям № 1 и № 2 и входам № 3, № 4, прокладка инженерных сетей выполнена на 70 процентов.
- Март 2011 года — начало проходки перегонного тоннеля к станции «Сайран» из котлована за оборотными тупиками станции[2].